# Familienbild des Grafen Johann II. von Rietberg
Das Familienbild des Grafen Johann II. von Rietberg ist das wohl bekannteste Bild des Malers Hermann tom Ring. Es ist im Besitz des LWL-Museum für Kunst und Kultur in Münster und wurde im 19. Jahrhundert in vier Teile zerschnitten und aus drei wiedergefundenen Teilen rekonstruiert. 

## Beschreibung

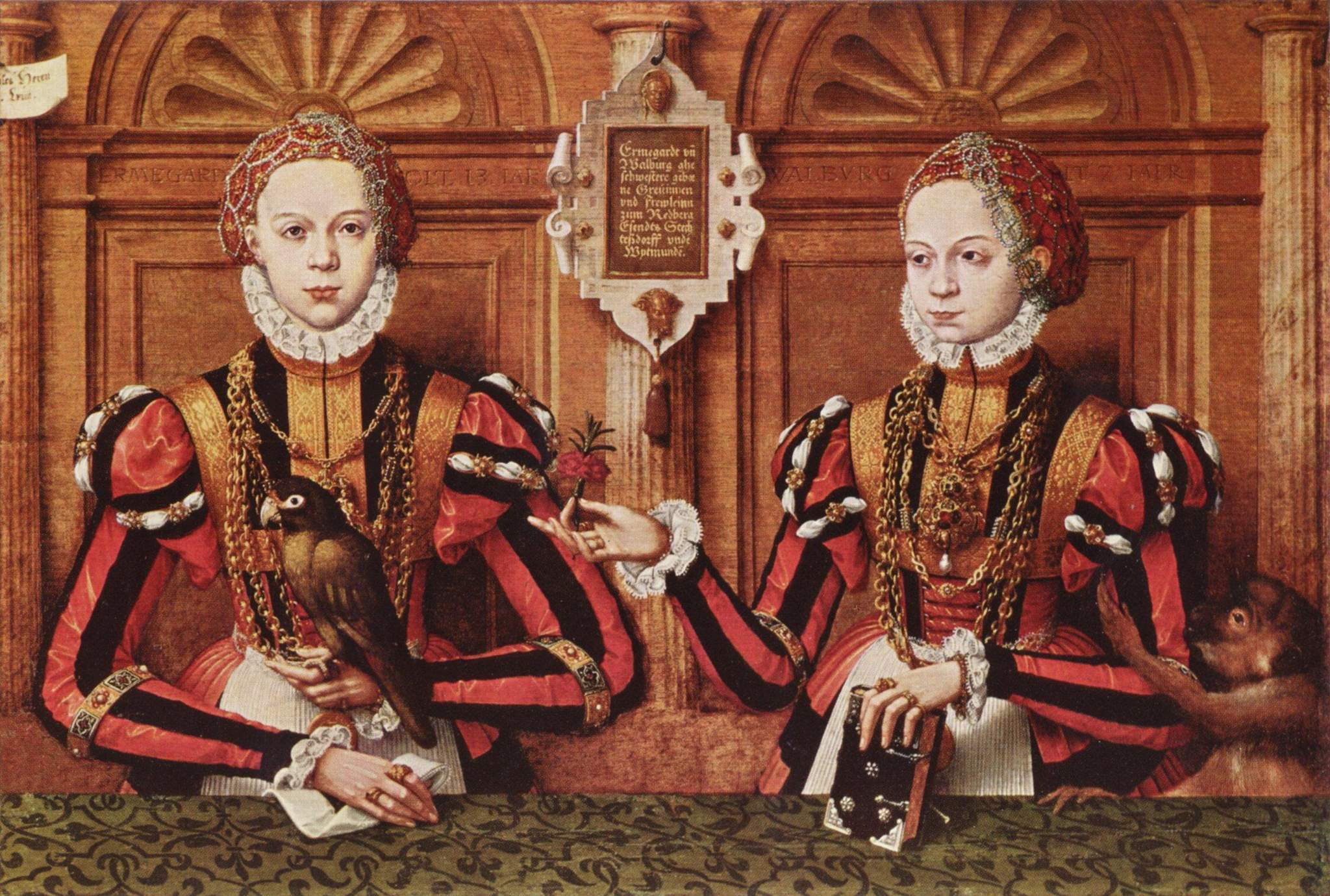
Armgard und Walburgis, erworben 1954

Das Bild in der Größe 56,5 × 166,5 cm, also fast genau dreimal so breit wie hoch; gemalt wurde es in Mischtechnik auf Eichenholz. Das Bild ist in der Mitte zersägt, wobei der linke Teil nochmals in drei Teile zersägt wurde. Die ganze Fläche ist mathematisch streng gegliedert in vier Felder, die ein kräftiges Gesims durchschneidet, ein angeschnittener Halbbogen nach oben hin abschließend. Die einzelnen Felder trennen kannelierte Halbsäulen, deren äußere vom Bildrand rechts und links überschnitten sind. Die Gliederung ist so konstruiert, dass ihr ein Blickpunkt zugrunde liegt, der genau vor der mittleren Halbsäule, also zwischen den beiden Bildnispaaren anzunehmen ist. Von hier aus führt der Blick in strenger Symmetrie und leicht übersteigerter Perspektive nach links und rechts. Die äußeren Felder sind entsprechend schmaler als die mittleren. Die Mittelachse nennt auf einem Zettel die Entstehungszeit des Bildes: 1564. Von links zeigt den Grafen Johann II. Dargestellt als Herr, wendet sich nach rechts mit einer Geste der rechten Hand, die man als weisend, fast befehlend empfindet. Er zeigt auf etwas mit seiner behandschuhten Hand, deren Zeigen durch den zweiten Handschuh, den sie hält, noch unterstrichen wird. Ein energisches Zeigen, das einen selbstbewussten energischen Eindruck hinterlässt. Die linke Hand ruht auf der Brüstung und berührt leicht ein Stundenglas, das genau in der Mitte zwischen den Halbsäulen steht. Auf deren oberer Platte liegt ein Totenkopf, der so flach gearbeitet ist, dass man das Glas beim Umdrehen darauf stellen kann. Im Gesims steht der Spruch: COGITA MORI ANNO 1562 (lt. Gedenke des Todes im Jahr des Herrn 1562). Der Graf war am 9. Dezember desselben Jahres verstorben. Die Kleidung ist gewählt, aber nicht stutzerhaft. Das Prunkstück ist ein großer schwarzer Hut mit einer großen weißen Straußenfeder. Die Feder wird mit einer runden Agraffe gehalten mit der Darstellung des Kampfes Simsons mit dem Löwen. Deutlich überschreitet der Graf seine vom Maler zugebilligten Grenzen, indem er über die Halbsäule hinweg in das Territorium seiner Gattin greift, ohne dass die Figur das Bild in seinen Dimensionen sprengt. Dann folgt seine Frau, die nach der Mode der Zeit sich die Augenbrauen und Wimpern ausrupfen ließ. Schließlich folgen Armgard und Walburgis von Rietberg, die linke Armgard 13, die rechte Walburgis 7 Jahre alt, wie es der Text auf der Tafel vermeldet. Die beiden Mädchen sind reich gekleidet und führen exotische Tiere mit sich. Als Zeichen ihrer Belesenheit zeigt Walburgis ein Buch, als Zeichen ihrer intakten Jungfräulichkeit führt Armgard ein weißes Tuch dem Betrachter vor Augen. Sie ist die Einzige, die den Betrachter direkt ansieht.

## Historischer Hintergrund

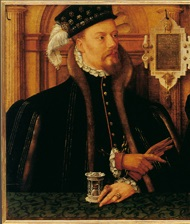
Graf Johann II., erworben 1958

Die dargestellten Personen sind (v.r.n.l): Johann II. von Rietberg, seine Ehefrau Agnes von Bentheim und Steinfurt und ihre Töchter Armgard und Walburgis. Die Deutung des Bildes ist schwierig, weil immer noch der untere Teil des Bildes von Agnes von Rietberg fehlt. Fest steht, dass Agnes von Bentheim und Steinfurt den Maler Hermann tom Ring, der bereits vier Jahre zuvor ihren „liederlichen“ Bruder Eberwin III. von Bentheim-Steinfurt gemalt hatte, dazu beauftragt hat. Ebenso wie ihr Bruder ist sie im Zeitalter der Reformation aus dem streng katholischen Haus Bentheim-Steinfurt durch Heirat in protestantische Verhältnisse (Grafschaft Rietberg) gewechselt. Die Grafschaft Rietberg fiel nach dem Tod des streitlustigen Johanns an den Lehnsherrn Landgraf Philipp. Agnes aber versuchte nach dem Tod ihres Mannes 1562, die Grafschaft für ihre Tochter Armgard zurückzubekommen. In einem Brief an den Landgrafen vom 24. Januar 1563 zeigte sie diesem den Tod ihres Gemahls an. 

„Her Johan Graf zum Rittbergk, Esendts, Stettesdorff und Wittmunden, mein hertlieber her und gemahel seliger, durch willen des liben getrewen Gottes und fast männigfaltig auferlegt Creutz: muhe und beschwarnus, mit zeitlich Abesterbens aus diesem Jammerthal genommen worden.“

 In einem weiteren Brief im Juli 1563 beklagte sie die bitteren Jahre ihres Mannes in der Gefangenschaft: 

„Wi gar hartt sie meinen lieben Hern und Eheman selig mit Ihren unfurchtbarlichen Kraystagen umbgetrieben und nit allein nach seiner Wolfahrt, sondern auch nach lieb und leben, des sie nuhn leyder gesettigt worden sindt und gentzlich uffgeopffert, alles darumb ... daß der Rittpergische Stam gantz ausgerottet und sie meiner Khinder armut an sich ziehen und bringen mochten.“

 Der Briefwechsel, den Agnes wegen der Rückgabe der Grafschaft mit ihm führte, zeigt sie als ungewöhnlich sachkundig, aber auch ebenso hartnäckig wie diplomatisch. Von 1563 bis 1565 kämpfte sie darum auch mit kräftiger Finanzhilfe. Die Gräfin versicherte, sie werde Philipp alle seine Unkosten in dieser Sache ersetzen.

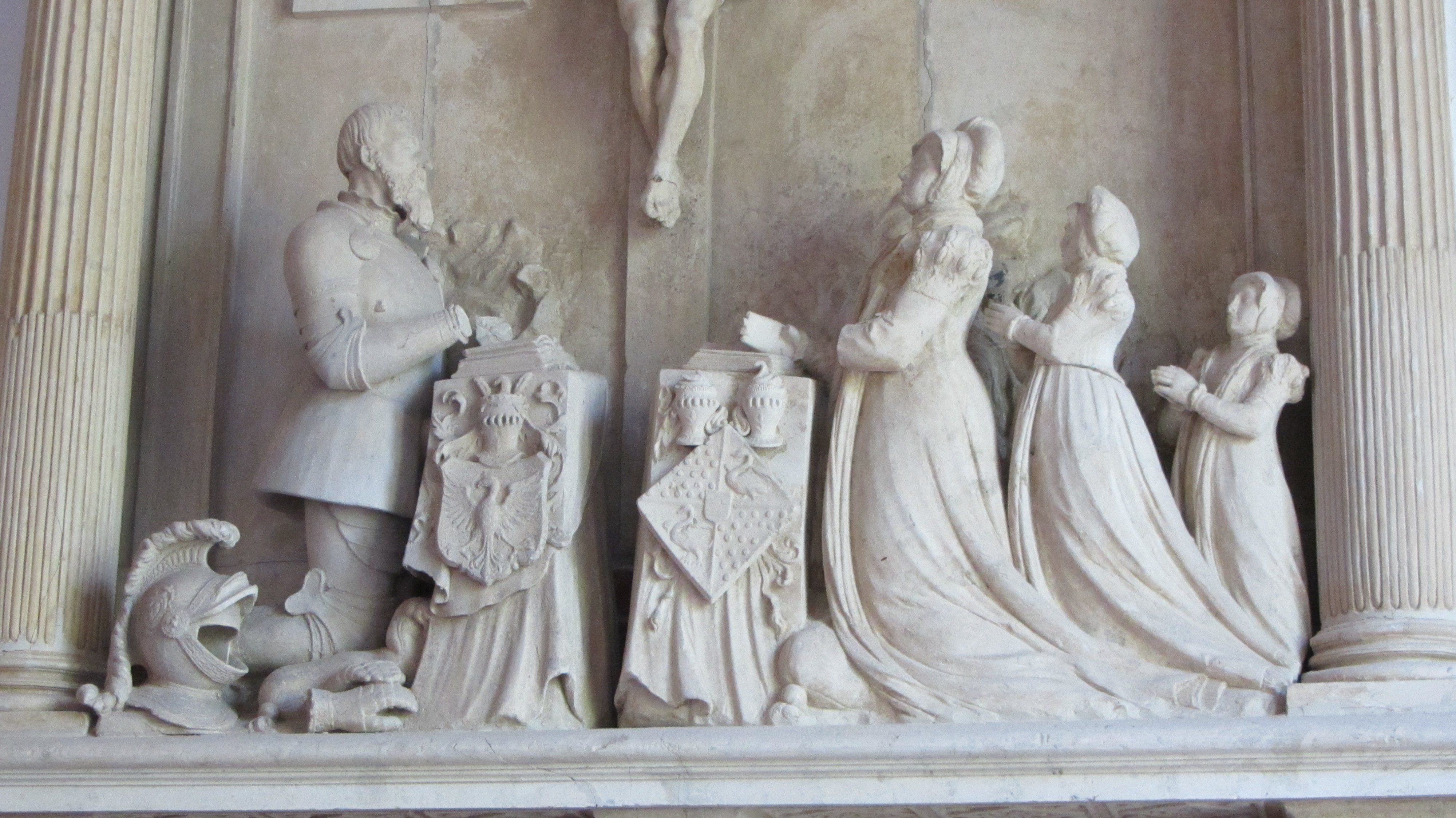
Detail aus dem Kenotaph in Esens

In einem Vertragsentwurf vom 11. März 1565 griff Hessen das Entschädigungsangebot auf und verlangte die Zahlung von 12.000 rheinischen Goldgulden bis zum 27. Mai. Schon am 6. Mai konnte Philipp den Empfang der recht erheblichen Summe bestätigen und stellte am Folgetag den neuen Lehnbrief auf Armgard aus. Allerdings blieb die Grenze zum Hochstift Paderborn umstritten. Man einigte sich schließlich am 7. Juni 1565. Die Rückgabe der Grafschaft an Agnes von Bentheim erfolgte dann am 14. Oktober 1566.
Obwohl, wie Zeitgenossen berichten, ihr erster Mann Johann II. sie nicht besonders aufmerksam behandelte, setzte sie auch alles daran, ihn in ein gutes Licht zu rücken. So ließ sie ihm zwei Gedenkstätten errichten. Die erste, ein Epitaph befindet sich an seinem Sterbeort Köln im Seitenschiff der romanischen Kirche Groß St. Martin. Es zeigt oben links als Wappen den „Rietberger Adler“, links unten die „Lippische Rose“, rechts oben das „Ostfriesische Wappen“. Auf dem Epitaph steht der Text: variis mulitsque huius saeculi aerumnis et clamitatibus defatigatus.
Die zweite, in dem Kenotaph in der St.-Magnus-Kirche in Esens wurde Agnes allerdings deutlicher:
„Er ward hinweggenommen aus diesem Jammertal durch Anstiftung der Mißgünstigen ohne Zahl“
- Das grafliche Lichnam zu Cölln licht begrabe der manlich Stamm Helm unde Schild zu beclagen so hinweg genome aus dessn Jamerthal durch Zustiftung der Misgunsgen ohne Zal in Gottis hant die Seel bewaret ist unde achtet nit der bösen Hinterlist.

- Der gräfliche Leichnam liegt zu Köln begraben, der männliche Stamm mit Helm und Schild zu beklagen. So hinweg genommen aus diesen Jammertal, durch Anstiftung der Missgunst ohne Zal. In Gott hat die Seele Ruhe, der nicht die böse Hinterlist achtet.

Was letztlich der Beweggrund zum Auftrag dieses außergewöhnlichen Bildes gewesen sein mag, wird wohl unklar bleiben.

## Deutung
Obwohl sich das Bild rhythmisch gliedert und es sich um eine Familie handelt, besteht eine enorme Spannung zwischen den einzelnen Figuren. Man kann eigentlich von einem zweifachen Paarporträt sprechen. Auffallend ist der Gegensatz zwischen den Eltern und den Töchtern, das den Sägeschnitt der Kunsthändler grade zu erklären lässt. Auf beiden Seiten gibt es eine Person, die im Vordergrund steht: Johann II. und Armgard und damit die zweite in den Hintergrund rückt: Agnes von Bentheim und Steinfurt und Walburgis. (Pieper) Es ist ein Familienporträt, das dem Betrachter ein heiles Idyll oder ein vollkommenes Ideal von einem starken, dominant sorgenden Vater, einer fromm-züchtigen Mutter und zwei sich liebenden Schwestern vor Augen führt. Und, man braucht gar nicht die historischen Verhältnisse zu kennen, um zu spüren, dass etwas zerbrochen ist. Paul Pieper glaubt, es handele sich um ein „Brautwerbebild“ der Familie Rietberg, die einen Bräutigam für Armgard von Rietberg sucht. Nachdem Johann II. 1562 in Gefangenschaft verstorben war, verloren die Gräfin und ihre Töchter das Lehn in Rietberg und mussten nach Aurich ziehen. Um den Besitz wiederzuerlangen, sollte die älteste Tochter Armgard mit 13 Jahren verheiratet werden, weil nur ein Mann die Stellung des Grafen von Rietberg innehaben konnte. Géza Jászai meint, es handele sich um eine Kondolenz der Ehefrau an den verstorbenen Gatten in Form eines "exemplarisches Memorialbild". Susanne Schulte meint, es handele sich um eine PR-Aktion der Gräfin Agnes von Rietberg im Streit um ihr ostwestfälisches Lehen gegen Landgraf Philipp von Hessen.

## Geschichte des Bildes

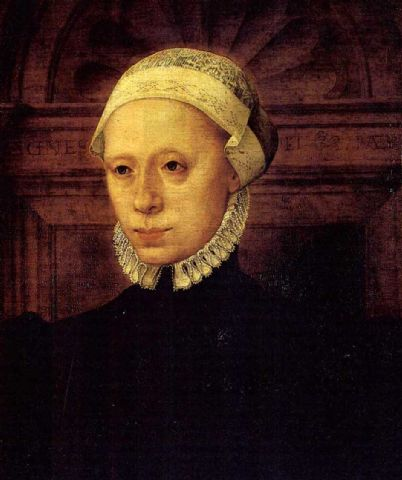
Die in Monaco als „de femme“ aufgefundene Gräfin von Rietberg, erworben 1989

Das Bild ist auf unbekannten Wege nach England gelangt und wurde dort wahrscheinlich im 19. Jahrhundert von Kunsthändlern in vier Teile zersägt um es besser verkaufen zu können. Es ist vor allem dem Kunsthistoriker Paul Pieper, zu verdanken, dass es sich in dieser Form wieder zusammengefunden hat. 1954 ersteigerte er bei einer Auktion bei Sotheby’s das Bild von Armgard und Walburgis (83 × 56,5 cm) des Malers Hermann tom Ring für 10.000 Pfund. Dabei überschritt er sein Limit um 4.000 Pfund. Kulturdezernenten, Landesrat Robert Paasch, konnte die 37.000 DM zu viel nicht überbrücken. Fazit einer ‚Krisensitzung’ beim Verwaltungschef, war der Beschluss, durch ein Rundschreiben an zu interessierende Persönlichkeiten und Institutionen aus Industrie und Wirtschaft Westfalens, um Hilfeleistung zu bitten. In kürzester Zeit gingen an Spenden und Zusagen wesentlich mehr als die 80.000 DM ein. Mit dem zusätzlichen Geld kaufte Pieper noch zwei Tafeln von dem Vater Hermanns, Ludger tom Ring d. Ä., aus einem Zyklus über den Dom mit den Darstellungen der Sibylla Frigia und des Milesius, des Apolls von Milet. Heute ist das Bild ein Vielfaches von dem wert, was damals gezahlt wurde. Die allgemeine Anteilnahme an dieser Erwerbung führte zur Gründung der Gesellschaft zur Förderung der westfälischen Kulturarbeit, die noch heute besteht. 1958 entdeckte der Kunsthistoriker und Händler David Graham Carritt (1927–1982) im englischen Norfolk das Bildnis des Grafen Johann II., der in einer Ahnengalerie als Lord Darnley fungierte, das daraufhin vom Westfälischen Landesmuseum angekauft werden konnte. Damit wurde zur Gewissheit, dass es sich ursprünglich um ein Viererbildnis mit den Eltern und den beiden Töchtern gehandelt hatte. Nachdem über 30 Jahre lang im Landesmuseum in Münster nur die beiden Bilder der Gräfinnen von Rietberg, auch die Rietberg girls genannt, und ihres Vaters zu sehen waren, fand man 1989 im Katalog einer Sotheby’s-Auktion in Monte Carlo das dritte. Da das Bild der Agnes von Bentheim und Steinfurt, das aus symmetrischen Gründen auf ein Maß von 35,5 cm × 30 cm zersägt wurde, fehlen die Hände der Gräfin. Außerdem war das Bild übermalt. Dieses Defizit ist mit einer Neutralretusche überbrückt. Die Frage, was die Gräfin in ihren Händen hält, auf das Graf Johann in so betonter Weise mit seiner behandschuhten Hand zeigt, die im Bild die klare Deutung geben würde, wird wohl offenbleiben. 

„Man kann nur vermuten, was es gewesen sein mag. War es ein Gebetbuch ähnlich dem, das die jüngere Tochter Walburg hält? Oder ein Kruzifix? Aus dem Randstück ihres rechten Ärmels, das sich neben den Gatten erhalten hat, läßt sich höchstens schließen, daß sie die Arme wie Ermengard ausgewickelt hatte, die Hände vielleicht zusammengelegt.“

## Zweites Bild der Armgard von Rietberg
Um 1957 wurde durch den Staatsarchivar Dr. E. Kittel noch ein weiteres Bild von Armgard von Rietberg bekannt. Das Bild befindet sich im Schloss zu Detmold und ist ca. 20 Jahre später dargestellt. Wie bei allen Regenten des Hauses Lippe wurde der Hintergrund später vergoldet.

„Vergleicht man die Gesichter, so ist allerdings der Wandel von dem Jugendbildnis zu dem der früh gealterten Frau erschütternd. Der Ernst und die Sorge, die Hermann tom Ring seinem Model mitgeteilt hat, sind ins Verbitterte und Gramvolle gewendet, schmerzliche Todesahnung glaubt man aus diesen Zügen lesen zu dürfen. Sehr schmal ist das Gesicht geworden, eng gefasst von den Rahmen der „spanischen“ Halskrause, der Mund klein und etwas verkniffen, die Nase scharf und mit den gleichen breiten Flügeln, trübe der Blick der Augen. Aber der Schmuck gleicht noch dem, den schon die Dreizehnjährige trägt, wenn auch nicht bis in alle Einzelheiten. Die dreifache Goldkette scheint dieselbe zu sein. Das Gewand hat die Entwicklung der Mode mitgemacht, das die Schwester auf ihrem Totenbett in Esens trägt.“